# Timothy Kristian Charles Mace
Timothy Kristian Charles Mace (Catterick, 1955. november 20. – Tutzing, Németország, 2014. szeptember 14.) angol kiképzett mérnök-űrhajós, pilóta, őrnagy.

## Életpálya
1977-ben üzemmérnök-pilóta diplomát szerzett. Helikopter pilóta oktató és ejtőernyős kiképző.
1989. november 20-tól részesült űrhajóskiképzésben. 1998 szeptemberében köszönt el az űrhajósoktól. Vitalij Mihajlovics Zsolobov lányát vette feleségül. Dél-afrikai Köztársaságban helikopter-pilótaként tevékenykedett.

## Tartalék személyzet
Szojuz TM–12 kutató-pilóta,